# Малинова вулиця (Мелітополь)
Малинова вулиця — вулиця в Мелітополі в історичному районі Новий Мелітополь. Йде від Залізничного провулка до вулиці Островського. Забудована приватними будинками.

## Назва
Назва Малинової вулиці пов'язана з репутацією Мелітополя як міста садів і меду (грецькою «Мелітополь» означає медове місто). Одночасно з Черешневою «садові» назви отримали й інші вулиці Мелітополя — Черешнева, Вишнева, Виноградна, Садова.

## Історія
Перша відома згадка вулиці відноситься до 26 жовтня 1939, коли вона носила назву вулиця Щорса, на честь
Миколи Щорса, українського радянського військового діяча, одного з військових командирів більшовиків під час радянсько-української війни.
В 2016 року в ході декомунізації вулиця перейменована на Малинову вулицю.
7 квітня 2023 року, під час Російського вторгнення в Україну, російська окупаційна влада Мелітополя видала наказ про переменування вулиці на вулицю Корнія Чуковського, на честь Корнія Івановича Чуковського (1882—1969), російського радянського літератора українсько-єврейського походження.